# Liste der Bodendenkmäler in Sachsen bei Ansbach
Auf dieser Seite sind die Bodendenkmäler in der mittelfränkischen Gemeinde Sachsen bei Ansbach zusammengestellt. Diese Tabelle ist eine Teilliste der Liste der Bodendenkmäler in Bayern. Grundlage ist die Bayerische Denkmalliste, die auf Basis des Bayerischen Denkmalschutzgesetzes vom 1. Oktober 1973 erstmals erstellt wurde und seither durch das Bayerische Landesamt für Denkmalpflege geführt wird. Die folgenden Angaben ersetzen nicht die rechtsverbindliche Auskunft der Denkmalschutzbehörde.

## Bodendenkmäler der Gemeinde Sachsen bei Ansbach

### Bodendenkmäler in der Gemarkung Alberndorf
| Lage                  | Objekt | Akten-Nr.     | Bild |
| --------------------- | --- | ------------- | ---- |
| Alberndorf (Standort) | Freilandstation des Mesolithikums. | D-5-6629-0002 |      |
| Alberndorf (Standort) | Mittelalterliche und frühneuzeitliche Befunde im Bereich der Evangelisch-Lutherischen Filialkirche St. Peter und Paul. Siehe auch: St. Peter und Paul (Neukirchen bei Ansbach) | D-5-6629-0003 |      |
| Alberndorf (Standort) | Grabhügel vorgeschichtlicher Zeitstellung. | D-5-6729-0029 |      |
| Alberndorf (Standort) | Siedlung der Steinzeiten. | D-5-6729-0030 |      |
| Alberndorf (Standort) | Siedlung der Steinzeiten. | D-5-6729-0076 |      |
| Alberndorf (Standort) | Mittelalterliche und frühneuzeitliche Befunde im Bereich der abgegangenen Silbermühle.                                                                                         | D-5-6729-0132 |      |

### Bodendenkmäler in der Gemarkung Ansbach
| Lage               | Objekt                       | Akten-Nr.     | Bild |
| ------------------ | ---------------------------- | ------------- | ---- |
| Ansbach (Standort) | Grabhügel der Hallstattzeit. | D-5-6729-0028 |      |

### Bodendenkmäler in der Gemarkung Brodswinden
| Lage                   | Objekt                             | Akten-Nr.     | Bild |
| ---------------------- | ---------------------------------- | ------------- | ---- |
| Brodswinden (Standort) | Freilandstation des Mesolithikums. | D-5-6729-0074 |      |

### Bodendenkmäler in der Gemarkung Sachsen b.Ansbach
| Lage                         | Objekt | Akten-Nr.     | Bild |
| ---------------------------- | --- | ------------- | ---- |
| Sachsen b.Ansbach (Standort) | Siedlung der Steinzeiten. | D-5-6729-0031 |      |
| Sachsen b.Ansbach (Standort) | Mittelalterliche und frühneuzeitliche Befunde im Bereich der Evangelisch-Lutherischen Pfarrkirche St. Alban. Siehe auch: St. Alban (Sachsen bei Ansbach) | D-5-6729-0111 |      |

### Bodendenkmäler in der Gemarkung Volkersdorf
| Lage                   | Objekt                                    | Akten-Nr.     | Bild |
| ---------------------- | ----------------------------------------- | ------------- | ---- |
| Volkersdorf (Standort) | Siedlung vorgeschichtlicher Zeitstellung. | D-5-6730-0221 |      |